# Сушко Вадим Іванович
Вадим Іванович Сушко (біл. Вадзім Іванавіч Сушко; народився 27 квітня 1986 у м. Новополоцьку, СРСР) — білоруський хокеїст, захисник. Виступає за «Шахтар» (Солігорськ) у Білоруській Екстралізі. 
Виступав за «Полімір» (Новополоцьк), «Юність» (Мінськ), «Юніор» (Мінськ), «Хімік-СКА» (Новополоцьк), «Динамо» (Мінськ), «Керамін» (Мінськ).
У складі національної збірної Білорусі провів 10 матчів (1 передача). У складі молодіжної збірної Білорусі учасник чемпіонату світу 2005. У складі юніорської збірної Білорусі учасник чемпіонатів світу 2003 і 2004.
Срібний призер чемпіонату Білорусі (2010).